# Louise Olivereau
Louise Olivereau (Douglas, 1884 – San Francisco, 11 marzo 1963) è stata un'attivista, pacifista e anarchica statunitense.

## Biografia
Lavorava come stenografa presso l'ufficio postale di Seattle, e si unì all'organizzazione radicale Industrial Workers of the World (IWW). Condividendo le idee pacifiste dell'organizzazione, ed essendosi dedicata profondamente alla causa delle libertà civili, durante il periodo della prima guerra mondiale Olivereau spese 40 dollari (617 dollari attuali) per stampare e spedire lettere e circolari a diversi giovani uomini, incoraggiandoli a resistere al servizio militare diventando obiettori di coscienza. Per queste azioni, e per la repressione del governo americano nei confronti dei Wobblies, fu arrestata in base alle leggi contenute nel Sedition Act e nell'Espionage Act del 1917. Il 30 novembre 1917, Olivereau fu accusata e condannata per sedizione. Al momento della condanna ammise di aver inviato le lettere, ma affermò di essere sostenitrice di una resistenza violenta al reclutamento, precisando o che la maggior parte di quello che aveva scritto era disponibile nella biblioteca pubblica locale. La difesa però non le evitò di essere condannata a 10 anni di carcere presso il penitenziario di Canon City, in Colorado. Tuttavia, a causa della buona condotta e della fine della guerra, trascorse in carcere solo 28 mesi, e fu rilasciata nel marzo del 1920.